# Automan
Pour l’article ayant un titre homophone, voir Ottomane.
Production
Diffusion
Automan  est une série télévisée américaine en 13 épisodes de 50 minutes environ, créée par Glen A. Larson et diffusée entre le 15 décembre 1983 et le 2 avril 1984 sur le réseau ABC.
En France, elle est diffusée à partir du 25 décembre 1987 sur La Cinq.

## Synopsis
Cette série d'aventures teintée d'humour discret met en scène Walter Nebicher, jeune officier de la police de Los Angeles et génie de l'informatique timide et un peu craintif, qui vient de mettre au point un programme informatique d'intelligence artificielle de lutte contre le crime qui génère un hologramme baptisé « Automan » capable de quitter la nuit le monde informatique pour combattre le crime. Dans le monde réel, Automan prend l'apparence d'un agent du gouvernement du nom d'« Otto J. Mann ».
Automan doit tout d'abord aider la police de Los Angeles à résoudre une mystérieuse affaire de disparition de plusieurs personnes appartenant à de grands organismes. Grâce à l'informatique dont est doté Automan, les enquêteurs découvrent rapidement que les ravisseurs opèrent sous le couvert d'une société écran tout à fait respectable offrant des services de sécurité de toutes natures. En fait, les responsables de cette organisation kidnappent les jeunes scientifiques et les font travailler contre leur gré dans un luxueux camp de prisonniers installé dans les Alpes suisses.

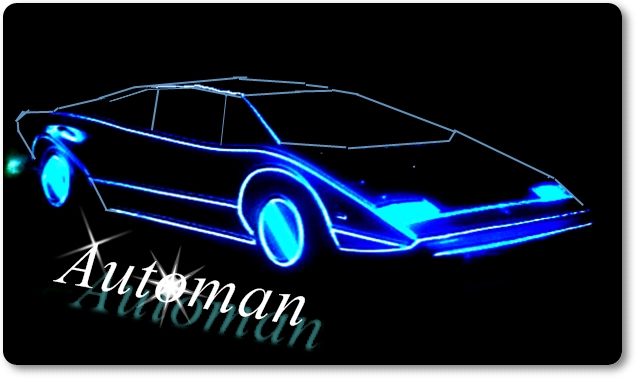
La voiture de la série.

Les deux hommes, dont le contraste dans la série est une source constante d'effets comiques, vont se livrer ensemble à des opérations de lutte du bien contre le mal. Ils sont aidés dans cette tâche par une voiture virtuelle (et susceptible donc d'accélérations spectaculaires) ainsi que d'un élément électronique nommé le curseur qui permet entre autres de matérialiser à la demande les objets nécessaires à l'action (par exemple un matelas qui sauve la vie d'un « méchant » tombé à terre depuis une fenêtre).
Dans le générique de fin, le curseur est indiqué comme « jouant son propre rôle ». La série n'est pas dépourvue de second degré.

## Distribution

### Acteurs principaux
Sauf indication contraire ou complémentaire, les informations mentionnées dans cette section proviennent du générique de fin de l'œuvre audiovisuelle présentée ici.
- Desi Arnaz Jr. (VF : Vincent Violette) : Walter Nebicher
- Chuck Wagner (VF : Thierry Ragueneau) : Automan / Otto J. Mann
- Heather McNair (VF : Nathalie Regnier) : Roxanne Caldwell
- Gerald S. O'Loughlin (VF : Serge Lhorca) : le capitaine E. G. Boyd
- Robert Lansing (VF : Marcel Guido) : le lieutenant Jack Curtis

### Acteurs récurrents
- Patrick Macnee (VF : Jean Berger) : Hamilton (épisode pilote)
- Camilla Sparv : Tanya Dubois (épisode pilote)
- Steven Keats (VF : Georges Lycan) : Collins (épisode pilote)
- Doug McClure : L'inspecteur Ted Smithers (épisode pilote)
- Robert Logan : Peterson (épisode pilote)
- Jim Antonio : Cramer (épisode pilote)
- Robert Dunlap (VF : Pierre Hatet) : Chuck Wilson (épisode pilote)
- Mary Crosby : Ellen Fowler (épisode 2)
- Robert F. Lyons (VF : Jean-Pierre Leroux) : Jason (épisode 2)
- Don Gordon (VF : Jacques Brunet) : Leonard Martin (épisode 2)
- Clu Gulager (VF : Georges Berthomieu) : Rudolph Brock (épisode 3)
- Michael Callan (VF : Michel Modo) : Kevin Mayhew (épisode 3)
- Cliff Emmich (VF : Alain Flick) : Zack (épisode 3)
- Rick Jason (VF : Jean Michaud) : Nelson Trotter (épisode 3)
- Scott Marlowe (VF : Michel Modo) : Robert Sawyer (épisode 4)
- France Nuyen : Liang Lu (épisode 4)
- Cesare Danova (VF : Marc de Georgi) : Le capitaine Romano (épisode 4)
- Abraham Alvarez (VF : Rafael Gozalbo) : Le sergent de police (épisode 4)
- Delta Burke : Rachel Innis (épisode 5)
- Glenn Corbett (VF : Joël Martineau) : Jarrett Powers (épisode 5)
- Gerald Gordon (VF : Serge Bourrier) : Edward M. Scanlin (épisode 5)
- Robert Sampson : Henry Innis (épisode 5)
- Jeff Pomerantz (VF : Michel Derain) : Le lieutenant Malcolm Whittaker (épisode 6)
- Danil Torppe (VF : Daniel Sarky) : Sam Lyman (épisode 6)
- Hari Rhodes (VF : Mario Santini) : Rollie Dumont (épisode 6)
- Michael Horsley : Jeff Coe (épisode 6)
- Rick Lenz (en) (VF : Hervé Bellon) : Ronald Tilson (épisode 7)
- Felton Perry (VF : Greg Germain) : Bart Johnson (épisode 7)
- Kristen Meadows : Ellie Harmon (épisode 7)
- Richard Lynch (VF : Pierre Hatet) : Le shérif Clay Horton (épisode 8)
- Terry Kiser (VF : Joël Martineau) : Le shérif adjoint Stone (épisode 8)
- Billy Drago (VF : Gilles Tamiz) : Chico Fuentes (épisode 8)
- Gina Gallego : Terry Fuentes (épisode 8)
- Greta Blackburn : Gretchen Lewis (épisode 8)
- Richard Anderson (VF : Roland Ménard) : Carl Donovan (épisode 8)
- Laura Branigan (VF : Martine Meiraghe) : Jessie Cole (épisode 9)
- Michael McGuire : Sid Cole (épisode 9)
- Michael Gregory (VF : Jean-Claude Robbe) : Tony Lupus (épisode 9)
- Zitto Kazann : Carl Crane (épisode 9)
- Sander Johnson (VF : Joël Martineau) : Sam Clementine (épisode 10)
- Michelle Phillips (VF : Martine Meiraghe) : Veronica Everly (épisode 10)
- Ed Lauter (VF : Denis Savignat) : Michael Hagedorn (épisode 10)
- Tim Rossovich : Oscar Selby (épisode 10)
- Bart Braverman (VF : Bernard Lanneau) : Frank Loren (épisode 10)
- Winnie Zeliger (VF : Françoise Dasque) : Kitty Hopkins (épisode 10)
- Greg Mullavey (VF : Michel Modo) : Philip Eames (épisode 10)
- Peter Marshall (VF : Marc de Georgi) : Keith Gillette (épisode 10)
- John Vernon (VF : Denis Savignat) : Carlos Rayner (épisode 11)
- James T. Callahan : Dennis Stanton (épisode 11)
- James Morrison (VF : Daniel Lafourcade) : Gary Baxley (épisode 11)
- Lance LeGault (VF : Marc Cassot) : Simon Rafferty (épisode 12)
- Luke Askew (VF : Jacques Brunet) : Eric LeBlanc (épisode 12)
- Anne Lockhart (VF : Micky Sébastian) : Tracy Morgan (épisode 12)
- Edward Mallory (VF : Hervé Jolly) : Nate Hester (épisode 12)
- Michael V. Gazzo (VF : Jean Violette) : Ambrose (épisode 12)
- J.D. Hall (VF : Emmanuel Gomès Dekset) : Noah Jeffries (épisode 12)
- John Ericson (VF : Claude Nicot) : Woody Oster (épisode 12)
- Dennis Cole (VF : Michel Derain) : Roger Crandall (épisode 13)
- Amanda Horan Kennedy : Geri (épisode 13)
- Don Knight (VF : Jacques Brunet) : L'inspecteur Mercer (épisode 13)
- Robin Eisenman (VF : Dorothée Jemma) : Woody Oster (épisode 13)

## Épisodes
1. Automan (Pilot)
2. Le Complot (Staying Alive While Running a High Flashdance Fever)
3. Le Maître du jeu (The Great Pretender)
4. Premier Baiser (Ships in the Night)
5. Un amour de puce (Unreasonable Facsimile)
6. Un flic extralucide (Flashes & Ashes)
7. La Guerre des ordinateurs (The Biggest Game in Town)
8. Les Renégats (Renegade Run)
9. Un nouveau départ (Murder MTV)
10. Silence, on tue (Murder, Take One)
11. La Bague (Zippers)
12. Le Vengeur masqué (Death by Design)
13. Club dix (Club Ten)

### Anecdotes
- La technique utilisée pour créer la combinaison rayonnante d'Automan est la même que celle employée par les créateurs du film Tron, sorti un an avant la diffusion de la série. (in allocine.com)
- Au générique de la série, le « curseur » est crédité parmi les rôles principaux. Ce fameux « curseur » n'est autre qu'un des gadgets électroniques permettant de matérialiser à l'infini des objets, éléments, outils… (in allocine.com)
- Chuck Wagner, l’interprète d'Automan, n’a jamais vraiment connu le succès sur le grand ou le petit écran. Le public américain le connaît plus particulièrement pour ses rôles dans les comédies musicales de Broadway, telles que La Belle et la Bête, Jekyll & Hyde, Into the Woods ou Dracula, the Musical[1]. Dans l'épisode pilote, l'acteur Patrick Macnee, connu pour son rôle d'agent secret dans Chapeau melon et bottes de cuir, y fait une apparition.
- À la fin du générique, la boule lumineuse fait un cœur avec une flèche devant un poster d'une belle blonde en bikini, la fille sur le poster est l'actrice Heather Thomas de la série de 1981 L'Homme qui tombe à pic, également conçue par Glen Larson.

## DVD
- Royaume-Uni : La série a été éditée dans son intégralité chez Fabulous Films.
  - Automan The Complete Series (Coffret 4 DVD de 13 épisodes) sorti le 1er octobre 2015. Le ratio image est en 1.33:1 plein écran 4:3 en version anglaise sans sous-titres. En suppléments un documentaire Calling Automan The Auto Feature (42 minutes), galerie de photos, croquis, biographies des acteurs, notes de production, bande annonce de Manimal. Zone 2 Pal. ASIN B007AIB6M6

- États-Unis : La série a été éditée dans son intégralité chez Shout Factory.
  - Automan The Complete Series (Coffret 4 DVD de 13 épisodes) sorti le 10 novembre 2015. Les caractéristiques techniques ainsi que les suppléments sont identiques à l'édition anglaise. Zone 1 NTSC. ASIN B0145UQRSY